# Hagerman (Idaho)
Hagerman es una ciudad ubicada en el condado de Gooding en el estado estadounidense de Idaho. En el año 2010 tenía una población de 872 habitantes y una densidad poblacional de 968,89 personas por km².

## Geografía
Hagerman se encuentra ubicado en las coordenadas 42°49′1″N 114°53′51″O / 42.81694, -114.89750. Según la Oficina del Censo, la localidad tiene un área total de 0,9 km² (0,3 mi²), de la cual 0,9 km² (0,3 mi²) es tierra y 0 km² (0 mi²) (0.0%) es agua.

## Demografía
En el 2000 la renta per cápita promedia del hogar era de $25,455, y el ingreso promedio para una familia era de $29,886. En 2000 los hombres tenían un ingreso per cápita de $23,750 contra $20,938 para las mujeres. El ingreso per cápita para la localidad era de $13,182. Alrededor del 14.4% de la población estaba bajo el umbral de pobreza nacional.